# Ster boven Bethlehem
Ster boven Bethlehem is een bundel van Agatha Christie - uitgegeven onder de naam "Agatha Christie Mallowan" - met gedichten en kortverhalen geïnspireerd door het Christendom. Het boek kwam initieel uit in 1965 in het Verenigd Koninkrijk onder de naam "Star Over Bethlehem" en wordt uitgegeven door Collins Crime Club. Hibernia Uitgeverij bracht in 1994 een Nederlandstalige versie uit vertaald door Gerda Baardman.

## Gedichten
Engelstalige titels
- A Greeting
- A Wreath for Christmas
- Gold, Frankincense and Myrrh
- Jenny by the Sky
- The Saints of God

## Kortverhalen
Engelstalige titels

### Star Over Bethlehem
Maria is met de pasgeboren Jezus in een stal te Bethlehem waar ze bezoek krijgen van een engel. Hij brengt haar een visioen over de toekomst van Jezus: de arrestatie in de tuin van Getsemane, de kruisiging en hoe hij door een hogepriester wordt veroordeeld voor godslastering. De engel doet een voorstel: dit alles kan vermeden worden als Maria nu het kind terugschenkt aan God wat zij weigert. De engel stelt zich voor als Satan en zegt ooit terug te komen om Jezus te verleiden. Tijdens zijn terugvlucht naar de hel wordt hij door de wijzen uit het oosten aanzien als de ster van Bethlemen.

### The Naughty Donkey
Een koppige, ronddwalende ezel die van niemand bevelen opvolgt belandt in Bethlemen in een stal waar hij getuige is van de geboorte van Jezus. De ezel doorzoekt de geschenken van de drie wijzen op zoek naar eten. Wanneer Jezus het dier aanraakt, verandert dit zijn karakter. Later brengt de ezel Jozef, Maria en Jezus naar Egypte nadat Herodes de Grote de kindermoord beveelt.

### The Water Bus
Weduwe Hargreaves heeft last van angststoornissen en leeft daarom zeer geïsoleerd. Ze schenkt wel aan goede doelen, maar wil zo min mogelijk te maken hebben met sociale contacten. Op een dag neemt ze de veerpont naar Greenwich en raakt er de mantel aan van een Arabische man. Ze ondergaat een religieuze bekering en ziet plots haar irritatie en isolement in een ander daglicht. De man is plots verdwenen. De ticketcontroleur meent dat hij de Arabier moet zijn misgelopen daar mensen niet over water kunnen lopen.

### In the Cool of the Evening
Rodney Grierson en zijn vrouw Janet wonen de Evensong in hun Anglicaanse Kerk bij. Janet bidt voor een wondermiddel voor hun dertienjarige zoon Alan die een mentale beperking heeft. Alan vindt later op de avond in de tuin vreemde wezens waaronder een kikker met vleugels en veren die hij "Raphion" noemt. Raphion vertelt hem dat ze van de kerk komen. Ze geven de andere wezens elk een naam. Alan vraagt Raphion of hij God is, waarop Raphion dat beaamt. Hij woont op veel plaatsen waaronder in tuinen waar hij met vrienden praat.

### Promotion in the Highest
Op oudejaarsnacht in het jaar 2000 ziet Jacob Narracott veertien eigenaardige personen die vanuit de richting van de kerk komen. Ze stellen zich voor als heiligen die het eeuwige leven hebben bereikt, maar van zichzelf vinden dat ze te weinig op aarde hebben gedaan om dat verkregen te hebben. Onder hen bevinden zich Catharina van Alexandrië en  Laurentius van Rome. Aartsengel Gabriël geeft de veertien elk millennium de kans terug te keren naar de aarde om een goede daad te verrichten. De volgende dag blijkt in de kerk een kunstwerk te zijn waarop veertien heiligen zijn verdwenen.

### The Island
Maria woont met haar man op een afgelegen eiland. Die man wordt door de andere bewoners omschreven als een heilige die op zoek is naar een visioen om zijn geschriften te voltooien. Twee mannen arriveren op het eiland omdat ze hebben gehoord dat Maria Regina er woont, maar vertrekken omdat de bevolking er op aandringt niet te zoeken naar valse goden. Kort daarna komen Jezus, Petrus en Andreas aan met een andere boot. Jezus neemt Maria mee en loopt over het water om de boot te bereiken. Haar man blijft op het eiland om zijn geschriften te voltooien.